# The Kenilworth
The Kenilworth est un immeuble d'habitation coopératif de luxe de 12 étages à Manhattan donnant sur Central Park, situé au 151 Central Park West, sur la 75th Street, à New York. Appelé ainsi d'après le château de Kenilworth du XIIe siècle, la construction du bâtiment résidentiel a été achevée en 1908 dans le style Second Empire français par les architectes Townsend, Steinle et Haskell, avec trois appartements par étage. Le Kenilworth est situé dans l'Upper West Side et a été retenu par le New York City Landmarks Preservation Commission. Il existe d'autres immeubles d'habitation de style Beaux-Arts dans ce secteur, de la même période, tels que The Prasada, The Langham et The St. Urban.

## Architecture

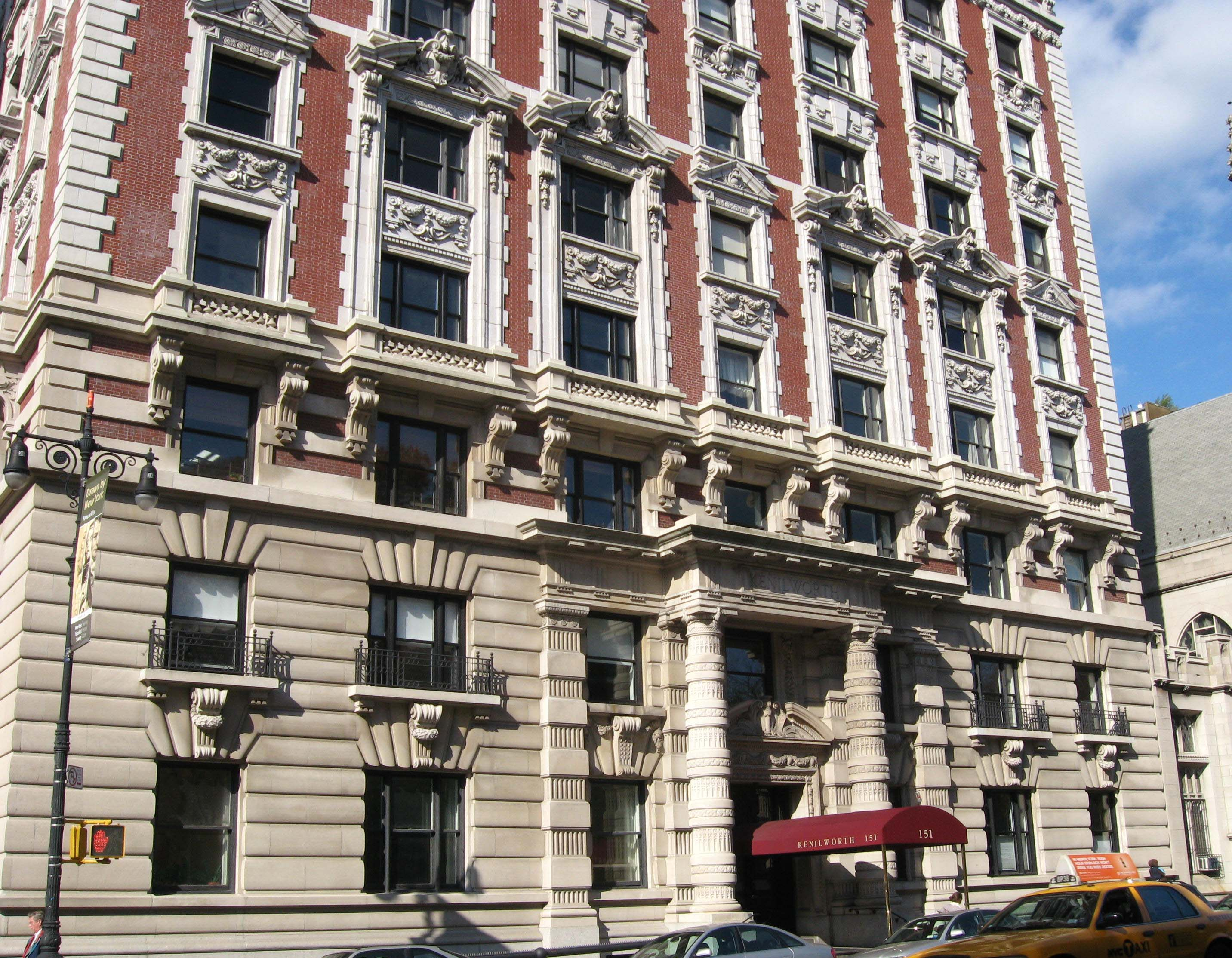
Gros plan de la façade

La façade extérieure en pierre calcaire sculptée et murs en briques rouges est inchangée par rapport à la construction d'origine, à l'exception du remplacement des fenêtres à ossature de bois. Semblable au Prasada et au Lucerne, l'entrée présente des colonnes à bandes. Doté d'un toit mansardé, la terrasse sur le toit est un espace commun pour les résidents.

## Résidents célèbres
- Michael Douglas[4]
- Basil Rathbone[1]
- Catherine Zeta Jones